# Classe B (Victorian Railways)
Pour les articles homonymes, voir Classe B.
La classe B est la première série de locomotives diesel de ligne australienne des Chemins de fer du Victoria Victorian Railways. Contrairement aux motrices américaines dont elles dérivent, les classe B disposent de deux cabines d'extrémité perchées sur des capots proéminents, capots qui leur valent le surnom de « nez de bulldogs » comme leurs consœurs américaines du type B et F.
Livrées en 1951, il subsiste actuellement un certain nombre d'exemplaires en service, dont 11 transformées en Classe A. D'autres sont conservées en état de marche par différents opérateurs au titre de matériel historique. 

## Historique
Après la seconde guerre mondiale et la grande dépression, les chemins de fer souffrent du sous investissement. Les chemins de fer du Victoria sont toutefois à la recherche de nouvelles locomotives et trouvent aux USA, chez General Motors (Electro-Motive Division - EMD), un matériel innovant, mais bien trop lourd pour l'état des voies australiennes. En outre, la situation économique a justifié la mise en place de législations protectionnistes et l'acquisition de matériel américain n'est pas envisageable. 
EMD sera convaincu de l'opportunité de développer une locomotive adaptée à cette situation et dérivera une locomotive à 6 essieux, qui sera construite sous licence par Clyde Engineering à Sydney au début des années 1950.
Les 26 exemplaires sont livrés en 1952-1953 et sont utilisées sur tous les services à travers l'État de Victoria. 
D'un coût de construction 33 % supérieur à celui d'une motrice vapeur, il s'avère que ces machines ont une productivité kilométrique double au minimum (200 000 km/an) et un moindre besoin de maintenance. La compagnie du Victoria estima qu'une classe B remplaçait 3 locomotives à vapeur.

## Amortissement, reconstruction et préservation

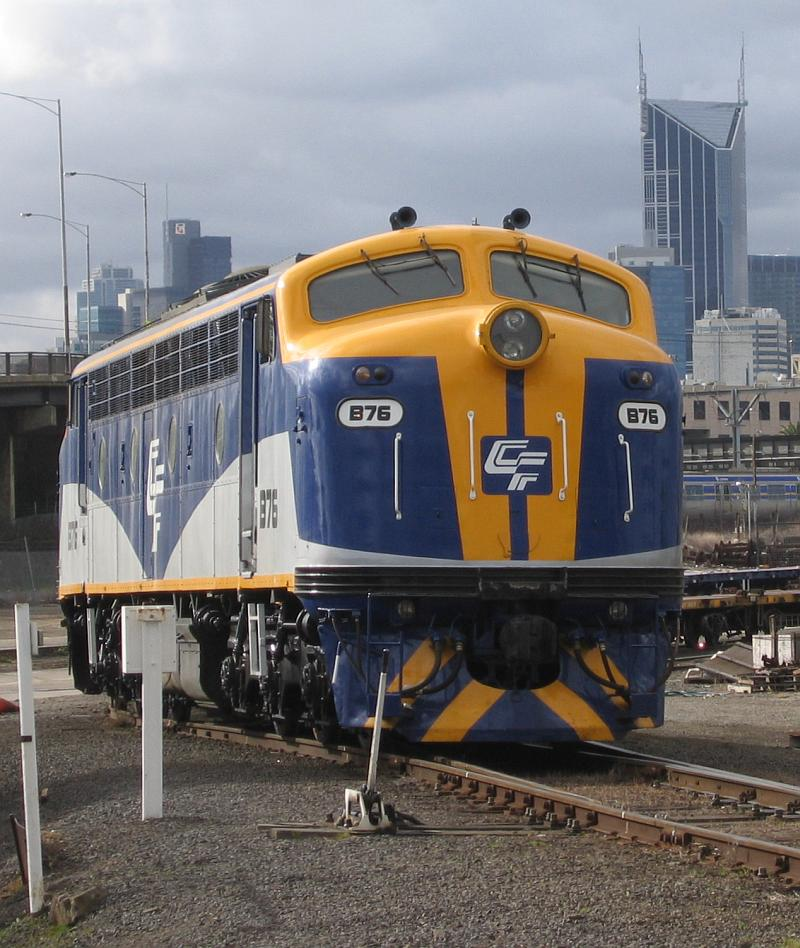
Une classe B du Chicago Freight Car Leasing Australia, photographiée en 2006

En 1981, les chemins de fer du Victoria réforment en profondeur leur offre passager. On envisage alors de reconstruire les Classes B. 11 machines seront adaptées dès 1983, mais le châssis de plusieurs exemplaires montre d'importants signes de fatigue, et la transformation se révèle coûteuse. Le programme de rénovation est interrompu en 1985 au profit de l'acquisition de nouveau matériel. 
Début des années 1990, la compagnie West Coast Railway, active également dans l'État de Victoria, rachète plusieurs motrices. Elles seront ensuite revendues au Chicago Freight Car Leasing Australia qui les remet à l'écartement normal pour les faire parcourir les lignes de Nouvelle Galles du sud.
Plusieurs machines sont également conservées comme patrimoine historique.

## Filiation
La parenté avec la classe S des chemins de fer du Victoria est assez visible, bien qu'il s'agisse dans ce cas d'une motrice monocabine proche du Type F américain.
Plusieurs pays européens ont également acquis des machines proches du concept australien, construites en Europe sous licence par Anglo Franco Belge pour la SNCB (séries 52, 53 et 54) et les CFL (série 1600), et par Nohab pour les chemins de fer hongrois (MÁV) (M61), danois (DSB) (MX et MY), Norvégiens (NSB) (Di3).